# Chapelle Saint-Pierre d'Avallon
La chapelle Saint-Pierre d'Avallon est une ancienne église située à Avallon, en France.

## Localisation
La chapelle est située dans le département français de l'Yonne, sur la commune d'Avallon, en centre-ville

## Description
L'église, d'une seule nef, est accolée au bas-côté sud de la collégiale Saint-Lazare, en sorte que le côté nord (à gauche) est aveugle. Elle est couverte de voûtes dômicales à liernes. Son bas-côté sud est divisé par un plancher entre un commerce (restaurant) au rez-de-chaussée et une salle d'exposition à l'étage.

## Historique
L'édifice est inscrit au titre des monuments historiques en 1925.